# エンマヌエル・カッショーネ
エンマヌエル・カッショーネ（Emmanuel Cascione, 1983年9月22日 - ）は、イタリア・カタンザーロ出身の元サッカー選手。現役時代のポジションはミッドフィールダー。

## 経歴
ACFフィオレンティーナなどの下部組織を経て、2000年にイングランド・プレミアリーグのウェストハム・ユナイテッドFCのユースに移籍。翌2001年にトップチームに昇格したが、出場機会は訪れず、以降は下部リーグでのプレーが中心となった。
2007-08シーズンからレッジーナ・カルチョへ移籍。1年目こそはマッシモ・フィッカデンティ監督に重宝されたが、2008-09シーズンは2年目のジンクスの壁の当たり、リーグ戦3試合の出場に終わったと同時に、チームもセリエBに降格した。
2010年7月16日、デルフィーノ・ペスカーラ1936へ移籍。1年目はチームが13位に終わるなど、やや消化不良に終わったが、2011-12シーズンはズデネク・ゼーマン監督に率いられ、マルコ・ヴェッラッティ、ロレンツォ・インシーニェらの活躍もあり、キャプテンとして、チームを19年ぶりのセリエA昇格に導いた。